# Польной Воронеж 2-й
Польно́й Воро́неж 2-й — посёлок в Сосновском районе Тамбовской области. Входит в состав Верхнеярославского сельсовета.

## География
Польной Воронеж 2-й расположен в пределах Окско-Донской равнины, в юго-восточной части  района, на левом берегу реки Польной Воронеж напротив села Покрово-Васильевка, в 28 км к северо-западу от Сосновки и в 78 км от Тамбова.
Климат
Польной Воронеж 2-й находится, как и весь район, в умеренном климатическом поясе, и входит в состав континентальной климатической области Восточно-Европейской равнины. В среднем в год выпадает от 350 до 450 мм осадков. Весной, летом и осенью преобладают западные и южные ветра, зимой — северные и северо-восточные. Средняя скорость ветра 4—5 м/с.

## История
Посёлок Польной Воронеж Второй впервые упоминается в переписи 1926 г. В нём тогда числились 50 хозяйств с населением 259 человек (мужчин — 126, женщин — 133).
По спискам сельскохозяйственного налога на 1928-29 гг. в посёлке было 51 хозяйство с населением 273 человека.
Согласно Закону Тамбовской области от 17 сентября 2004 года № 232-З  населённый пункт включен в состав образованного муниципального  образования  Верхнеярославский сельсовет.

## Население
| 2010 |
| ---- |
| 26   |

## Инфраструктура
Личное подсобное хозяйство.

## Транспорт
Доступен автотранспортом. Остановка общественного транспорта «Польной Воронеж 2-й».